# إيفو ناي
إيفو ناي (31 أكتوبر 1931) هو لاعب شطرنج إستوني. ولد في مدينة تارتو.

## مسيرته في الشطرنج
في عام 1947، في بداية مسيرته، حصل ني على المركز الثالث في لينينغراد (سانت بطرسبرغ) في بطولة الاتحاد السوفيتي السادسة للناشئين التي فاز بها فيكتور كورشنوي. في عام 1948، تعادل مع كورشنوي في المركز الأول في تالين (بطولة الاتحاد السوفيتي السابعة للناشئين). فاز ني ببطولة إستونيا ثماني مرات (1951، 1952، 1956، 1960-1962، 1971، و1974). في عام 1955، تعادل في المراكز من الثالث إلى السادس في بارنو ( بطولة جمهوريات البلطيق )، وهو حدث فاز به بول كيريس. في عام 1960، تعادل في المركزين 14 و15 في بطولة الاتحاد السوفيتي السابعة والعشرين في لينينغراد التي فاز بها كورشنوي. فاز ني ببطولة جمهوريات البلطيق عام 1961 في بالانغا، وعام 1962 في تارتو، وعام 1963 في إستونيا، وعام 1964 في بارنو. في عام 1964، تعادل أيضًا مع كيريس في المركز الأول في بيفيرفايك (بطولة كوروس للشطرنج). في عام 1965، حلّ ثانيًا، خلف فلاداس ميكيناس، في بالانغا (بطولة البلطيق).
حصل ناي على لقب الأستاذ الدولي في عام 1964. كان أحد seconds بوريس سباسكي (إلى جانب إفيم جيلر ونيكولاي كروغيوس ) في بطولة العالم للشطرنج 1972 ‏ كما عمل أيضًا كمساعد لنونا جابرينداشفيلي في بطولة العالم جابرينداشفيلي-كوشنير، وأصبح مدربًا، حيث قام بتدريس الأستاذ الكبير ليمبيت أول، وفي فبراير 2024، منحه الاتحاد الدولي للشطرنج لقب الأستاذ الكبير الفخري. بعد وفاة أندرياس دوكشتاين في 28 أغسطس 2024، أصبح ناي أكبر أستاذ كبير على قيد الحياة.

## حياته الشخصية
شقيقه الأصغر ماتي ناي (مواليد 1942) هو أيضًا لاعب شطرنج وفاز ببطولة إستونيا للشطرنج في عام 1990.

## روابط خارجية
- Iivo Nei على موقع الاتحاد الدولي للشطرنج (الإنجليزية)
- Iivo Nei على موقع مباريات الشطرنج (الإنجليزية)
- Iivo Nei على موقع 365Chess.com (الإنجليزية)
- Iivo Nei على موقع Chesstempo.com (الإنجليزية)